# Кулина (Балајнац)
Кулина (Балајнац) представља археолошки локалитет који се налази у општини Мерошина, око 300 м западно од насеља Градиште. Спада у категорију споменика културе од великог значаја и уписан је у централни регистар 1983. године. Феликс Каниц је обилазио и забележио овај локалитет.

## Архитектура
Археолошка истраживања почела су 1969. године, када су откривени остаци базилике и цистерна са степениште и бунаром.
Утврђење
Локалитет се налази на узвишењу које се према две стране стрмо спушта. Византијско утврђење је било димензија 120×75 м и спада у јустинијански и постјустинијански период. Откривени су бедем, угаоне куле и ров. Бедем је окруживао готово правилну четвороугаону површину од око 4200 м². Укупан број кула које је ималао првобитно утврђење био је шест.
Базилика
У унутрашњости утврђења, у јужном делу, пронађени су остаци тробродне базилике, димензија 16x20 м, са полукружном апсидом и поплочаним подом.
Цистерна
У унутрашњости утврђења, у северном делу, пронађена је цистерна, монументалних димензија 50x30 м и висине око 4. 5м. Сазидана је од опеке, а садржи силазне степенице, отвор за пражњење и бунар. Поседује могућност захвата око 900 тона воде.
Од покретног материјала откривени су бронзани суд са натписом, рељеф трачког коњаника и бронзани новац из доба Јустинијана.

## Портрет царице из Балајнца
Од налаза откривених на локалитету Кулина посебно је значајан бронзани портрет за који се претпоставља да приказује Еуфемију (жену Јустина I) или Јустинијанову жену Теодору и датује се у 4. век. Налаз је случајно откривен у центру градског платоа и сматра се да је био део скулптуре на форуму.
Глава је припадала шупљој ливеној статуи, која приказује младу жену, приближно природне висине, има масивно изливен украс на глави, капу и дијадему. Једна од блиских аналогија је бронзана ваза у облику женског попрсја из конзерваторске палате у Риму. Претпоставља се да је портрет направљен у неком од центара на Истоку.